# Andrew Talansky
Andrew Talansky (Miami, 23 novembre 1988) è un triatleta ed ex ciclista su strada statunitense.
Scalatore, è stato professionista nel ciclismo su strada dal 2011 al 2017.

## Carriera
Passato professionista nel 2011 con il Team Garmin-Cervélo, alla prima stagione da pro si aggiudica la classifica giovani al Giro di Romandia, grazie al nono posto nella classifica finale. L'anno dopo si ripete nella corsa svizzera, piazzandosi secondo in graduatoria generale, 12" dietro a Bradley Wiggins, e risultando nuovamente il miglior giovane; perde per un solo secondo la cronoscalata finale a Crans-Montana finendo alle spalle dell'inglese. Sempre nel 2012 ottiene la vittoria di una tappa e della classifica generale del Tour de l'Ain e il settimo posto finale alla Vuelta a España.
Nel 2013 conquista il successo nella terza tappa della Parigi-Nizza e veste per due giorni la maglia di leader: al termine della corsa si piazza secondo alle spalle di Richie Porte. Nel prosieguo di stagione ottiene un terzo posto di tappa al Giro del Delfinato e un terzo posto nella frazione di Lione al seguente Tour de France, concludendo al 10º posto della graduatoria generale di quest'ultima gara.
Nella primavera del 2014, sempre in maglia Garmin, si classifica settimo alla Volta Ciclista a Catalunya. In giugno ottiene il più importante successo in carriera, aggiudicandosi la classifica generale del Giro del Delfinato, breve corsa a tappe francese inserita nel calendario World Tour. In chiusura di stagione torna quindi alla Vuelta a España ma conclude solo cinquantunesimo.
Nel 2016 decide di saltare il Tour per puntare alla classifica della Vuelta a España: si dimostra un ottimo regolarista, sempre a ridosso dei migliori, e conclude al quinto posto a 7'43" da Nairo Quintana.
Nel 2017 vince la tappa più impegnativa del Tour of California, la quinta, con arrivo in salita a Monte San Antonio, battendo in volata Rafał Majka; conclude la corsa al terzo posto in classifica generale. Prende il via al Tour de France con ambizioni di classifica, ma presto si trova lontano dai primi e si mette a disposizione del compagno Rigoberto Urán, impegnato nella lotta per il podio. Il 5 settembre dello stesso anno annuncia a sorpresa il ritiro dalle competizioni agonistiche per intraprendere una nuova carriera da triatleta.

## Palmarès
- 2010 (California Giant)

Campionati statunitensi, Prova a cronometro Under-23
1ª tappa Joe Martin Stage Race (cronometro)
2ª tappa Volta a Tarragona (Alcanar > Salou)
2ª tappa Tour des Pays de Savoie (Aosta > La Thuile)
- 2012 (Garmin, due vittorie)

4ª tappa Tour de l'Ain (Nantua > Septmoncel)
Classifica generale Tour de l'Ain
- 2013 (Garmin Sharp, una vittoria)

3ª tappa Parigi-Nizza (Châtel-Guyon > Brioude)
- 2014 (Garmin Sharp, una vittoria)

Classifica generale Giro del Delfinato
- 2015 (Cannondale, una vittoria)

Campionati statunitensi, Prova a cronometro
- 2016 (Cannondale-Drapac, una vittoria)

6ª tappa Tour of Utah (Salt Lake City > Snowbird)
- 2017 (Cannondale-Drapac, una vittoria)

5ª tappa Tour of California (Ontario > Monte San Antonio)

### Altri successi
- 2011 (Garmin)

Classifica giovani Giro di Romandia
- 2012 (Garmin)

Classifica giovani Giro di Romandia
- 2013 (Garmin Sharp)

Classifica giovani Parigi-Nizza

## Piazzamenti

### Grandi Giri
- Tour de France

2013: 10º
2014: non partito (12ª tappa)
2015: 11º
2017: 49º
- Vuelta a España

2011: 79º
2012: 7º
2014: 51º
2016: 5º

### Competizioni mondiali
- Campionati del mondo

Melbourne 2010 - Cronometro Under-23: 15º
Melbourne 2010 - In linea Under-23: ritirato
Copenaghen 2011 - Cronometro Elite: 16º
Copenaghen 2011 - In linea Elite: ritirato
Limburgo 2012 - Cronosquadre: 10º
Limburgo 2012 - In linea Elite: 43º
Toscana 2013 - Cronosquadre: 8º
Toscana 2013 - Cronometro Elite: 46º
Toscana 2013 - In linea Elite: ritirato
Ponferrada 2014 - Cronosquadre: 10º
Ponferrada 2014 - Cronometro Elite: 15º
Ponferrada 2014 - In linea Elite: ritirato